# Mikulovice (Vysočina)
Mikulovice (in tedesco Nikolowitz) è un comune della Repubblica Ceca facente parte del distretto di Třebíč, nella regione di Vysočina.